# Beta Librae
Beta Librae (Zubeneschamali, Zuben Eschamali, Zuben el Chamali, Zubenesch, Zubenelg, Kiffa Borealis, Lanx Australis, 27 Librae) é uma estrela na direção da Libra. Possui uma ascensão reta de 15h 17m 00.47s e uma declinação de −09° 22′ 58.3″. Sua magnitude aparente é igual a 2.61. Considerando sua distância de 160 anos-luz em relação à Terra, sua magnitude absoluta é igual a −0.84. Pertence à classe espectral B8V.